# Cegielnia Igloobud
Cegielnia Igloobud – nieistniejąca stacja kolei wąskotorowej na terenie cegielni Igloobud w Dębicy, w województwie podkarpackim, w Polsce. Rozebrana w 2009 r.